# Leucauge kibonotensis
Leucauge kibonotensis là một loài nhện trong họ Tetragnathidae.
Loài này thuộc chi Leucauge. Leucauge kibonotensis được miêu tả năm 1910 bởi Tullgren.